# 里奇 (蒙大拿州卡特縣)
里奇（英語：Ridge）是位於美國蒙大拿州卡特縣的非建制地區。

## 歷史
里奇的郵局於1898年設立，其後於1959年停運。

## 地理
里奇所處的海拔為高於海平面1210米（即3970英呎），而該地所採用的時區為UTC-6，即北美山地時區（MST）。同時該地設有夏令時間，為UTC-7調快一小時，即UTC-6（MDT）。